# ロール曲げ加工
ロール曲げ加工（roll bending）は、3本または4本のロールの間に板を通して曲げる円筒曲げ加工法である。3本式の機械の場合、下の2本の駆動ロール（ボトムロール、子ロール）を回転させて板を送りながら、上のロール（トップロール、親ロール）を上下に動かすことで円筒の半径を調整する。
従来の機械では端曲げができず、端部分のみプレス曲げを行ったり、曲がらない部分を切断したりする必要があった。しかし、近年の機械はトップロールを水平に動かすことによって端まで曲げることを可能にしている。
機械にはトップロールを油圧で上下させるタイプと、モーターで上下させるタイプがある。また、機械によってトップロールとボトムロールの直径や配置間隔が異なるため、形成したい円筒の板厚、直径、長さによって使用できる機械が限定される。
円筒ロール曲げの一般的な真円度は直径プラスマイナス1～2 mm程度。それ以上の精度が必要な場合は、一回り厚い板でロール曲げを行い、切削加工で仕上げを行う。
完全な円筒や半円状などの他、トップロールを傾けることによって、2つの円の直径が違うテーパー管（コーン）を曲げることもできる。